# Irish Catholic Women's Suffrage Association
Irish Catholic Women's Suffrage Association (ICWSA) var en irländsk kvinnorättsorganisation, verksam mellan 1915 och 1918. Syftet var att verka för Kvinnlig rösträtt.
Det var den första rösträttsföreningen för katolska irländska kvinnor, då den irländska kvinnorörelsen tidigare hade varit präglad av den protestantiska angloirländska minoriteten. Trots sin korta verksamhetstid spelade den trots det en stor och aktiv roll inom den inhemska irländska kvinnorörelsen. 